# Sołtysowice
Sołtysowice (niem. Schottwitz) – osiedle administracyjne Wrocławia utworzone na terenie byłej dzielnicy Psie Pole.
Osiedle położone jest w północnej części miasta. Od północy przez Widawę graniczy z gminą Wisznia Mała, od wschodu również wzdłuż Widawy z Kłokoczycami, od południowego zachodu z Karłowicami i od zachodu z Polanowicami.

## Historia osady
Najstarsza wzmianka w dokumencie pochodzi z 1312, gdy zapisano ją pod nazwą Schultheschowycz, kolejno użyte nazwy w dokumentach to:
1326 r. – Schuteswicz
1340 r. – Schulteissowicz
1353 r. – Scholteiswicz
1411 r. – Schulteissowitz
1540 r. – Schultewytz
1652 r. – Schottwitz (Ta nazwa obowiązywała do 1937 r..)
Badania na tutejszym grodzisku wykazały istnienie grodu od XII w.; wiadomo, że w 1346 roku Hertelin z Głogowa sprzedał wieś klasztorowi św. Wincentego z Ołbina, a w 1390 klasztor odkupił dalsze 3,75 łana od Jana aptekarza z Wrocławia. W 1795 we wsi było 157 mieszkańców, w tym 2 rzemieślników, 24 domy, folwark i karczma. Na początku XIX w. Sołtysowice były znane z hodowli owiec i bydła. W roku 1845 spisano tu 227 mieszkańców, z tego większość stanowili katolicy. Nadal był tu folwark, 33 domy, gospoda, krawiec, szewc i kupiec, dalej przeważała hodowla owiec. W 1868 uruchomiono linię kolejową Wrocław – Oleśnica ze stacją w Sołtysowicach, co dało asumpt do rozwoju gospodarczego w następnym okresie. W 1890 koło stacji powstała cukrownia.
Po 1933 utworzono tu oddział więzienia karnego i młodzieżowego we Wrocławiu. W 1937 zmieniono nazwę na Burgweide. W czasie II wojny światowej był to obóz przejściowy (niem.) Durchgangslager Breslau-Burgweide, przez który przeszło ok. 10 000 więźniów. Po powstaniu warszawskim do obozu przywieziono ok. 1000 osób, które tu przebywały kilka dni. Obecnie na miejscu obozu znajduje się kamień pamiątkowy.
Tuż po wojnie osiedle nosiło nazwę Sułkowice, która zachowała się do dziś w nazwie znajdującego się tu młyna. Obecna nazwa została administracyjnie zatwierdzona 12 listopada 1946. Do Wrocławia osadę włączono w 1951 roku.
Po wojnie w budynku dawnej cegielni założono klub pracowniczy Cukrowni Wrocław zmieniony później w Kino Cukrownik. Kino działało w latach 50. oraz 60. Najprawdopodobniej w latach 70. doszło do pożaru kina. Po pożarze w budynku powstały mieszkania rotacyjne dla pracowników cukrowni. Budynek został zburzony wraz z zabudową cukrowni.

## Obecnie
Sołtysowice dziś są osiedlem typowo podmiejskim o zachowanym w dużej mierze klimacie wiejskim. W ostatnim czasie osiedle mocno się rozbudowało, zwłaszcza w rejonie ulic: Lekcyjnej, Czytankowej i Przejazdowej. Powstały tu domy jednorodzinne w zabudowie szeregowej lub wolnostojącej oraz wielorodzinne w niskiej zabudowie. Od pewnego czasu powstają nowe budynki mieszkalne przy ul. Sołtysowickiej obok ZSP nr 4. Głównymi ulicami osiedla są: Sołtysowicka biegnąca od ul. Czajkowskiego do Mostu Sołtysowickiego na Widawie, Redycka od Sołtysowickiej do Polanowic oraz Poprzeczna łącząca Sołtysowicka w rejonie ZSP nr 4 z ul. Krzywoustego i Brucknera w okolicy CH. Korona i Młyn. Przy Sołtysowickiej znajduje się stadion sportowy na którym gra drużyna MKS Sołtysowice. Tutaj też jest Park Sołtysowicki z reliktami grodziska oraz las. Przy Redyckiej umiejscowiony jest kościół św. Alberta Wielkiego. W południowej części osiedla na linii kolejowej do Oleśnicy znajduje się stacja Wrocław Sołtysowice. Na stacji zatrzymują się pociągi Regio do i z Wrocławia Głównego, Ostrowa Wielkopolskiego, Lublińca, Kluczborka i Częstochowy oraz pociągi Kolei Dolnośląskich do Wrocławia Głównego, Trzebnicy, Jelcza-Laskowic, Oleśnicy, Świdnicy, Jaworzyny Śląskiej, Jawora, Bielawy, Milicza i Krotoszyna. Do osiedla można też dojechać autobusami MPK linii 116 z pl. Grunwaldzkiego i 119 z ul. Racławickiej oraz autobusem nocnym 246 z Dworca Głównego PKP.
Latem 2009 roku rozpoczęto wyburzanie unikatowego już w skali Dolnego Śląska zespołu Cukrowni Wrocław, co spowodowało dużą dyskusję na temat ochrony zabytków poprzemysłowych. W czasie powodzi w 1997 roku osiedle zostało obronione, a woda zatrzymała się na tzw. „wale zimowym” zniszczeniu uległy wtedy ogrody działkowe oraz stadion. W roku 2010 woda zatrzymała się w tym samym miejscu.
Tuż obok ZSP nr 4 wybudowano nową ulicę Rafała Wojaczka, a przy niej zespół nowych bloków wielorodzinnych.